# Dawson (otok)
Dawson je otok u Čileu. Upravno pripada općini Punta Arenas, provincija Magallanes, regija Magallanes y de la Antártica Chilena.

## Zemljopisne osobine
Sa zapada ga od drugih otoka odvaja kanal Magdalena, sa sjeverozapada Frowardov prolaz, sa sjevera Magellanov prolaz, sa sjeveroistoka zaljev Inútil (=Nekorisni), s istoka Whitesideov kanal.
Najviši vrh visok je 975 m.
Poznat je po zloglasnom Pinochetovom zatvoru kamo su odvodili protivnike i sve osobe nepoželjne njegovom režimu. O tome je snimljen čileanski film Dawson. Isla 10.

## Povijest
Ovaj je otok imao zlu namjenu još u ranom postkolonijalnom dobu. Na njemu je bio sabirni logor za Selkname krajem 19. stoljeća. 1890. je godine u potrazi za alternativnim rješenjima, nasuprot ubitstvima koje su za vrijeme genocida nad Selknamima počinili rančeri i tragači za zlatom, čileanska je vlada poslala talijanske misionare iz reda salezijanaca. Dala im je otok na 20-godišnju koncesiju za obrazovanje, skrb i prilagodbu domorodaca. Selkname koji su preživjeli genocid vlasti su deportirali na otok. Jedna od struktura koju su izgradili salezijanci danas je čileanski nacionalni spomenik.
Krajem 1949. je bio scenarijem[Nejasna rečenica] proturječnog brodoloma argentinskog broda ARA Fournier koji je traži sus costas.
Ovaj je otok u nedavnoj prošlosti opet postao zloglasnim mjestom. Nakon državnog udara u Čileu 1973., otok je rabljen za smještaj političkih zatvorenika koje se sumnjičilo za komunističke aktivnosti. Bilo je pod strogim nadzorom Čileanske ratne mornarice. Istraživan je svaki pojedinačni slučaj. Prema izvješću Crvenog križa iz 1974. i izvješću Čileanske nacionalne komisije za istinu i pomirenje (Rettigovo izvješće) vlasti su ondje zatočile 99 političkih zatvorenika koji su bili osuđeni na prisilni rad. [nedostaje izvor] Drugi izvori procijenili su broj zatočenih na 400, i da su bili zatočeni u dvama kampovima. Međunarodnom Crvenom križu, BBC-u i brazilskom tisku bilo je dopušteno posjetiti kampove. Kampovi su bili privremeno mjesto zatočeništva a internirane osobe bile su poslije prebačene drugamo ili puštene[nedostaje izvor] 1974. godine.

## Poznati zatočenici
- Julio Palestro Rojas
- Tito Palestro Rojas
- Camilo Salvo
- Clodomiro Almeyda
- Arturo Jirón
- Fernando Flores Labra
- José Tohá
- Jaime Tohá
- Enrique Kirberg Baltiansky
- Edgardo Enríquez Frödden
- Osvaldo Puccio
- Anselmo Sule
- Hugo Miranda
- Sergio Bitar
- Aristóteles España
- Luis Corvalán
- Sergio Vuskovic
- Gonzalo "Wiki" Pérez
- Liborio Barrientos Oyarzún
- Sergio Laušić Glasinović[7]